# Sébastien Izambard
Sébastien Izambard Quintero (Paris, 7 de março de 1973) é cantor e compositor francês. Atualmente é integrante do grupo crossover de música clássica Il Divo. Seu alcance vocal é classificado como vox populi, no entanto tem uma tessitura tenor fônico.
Ele estudou na prestigiada escola Lycée Janson de Sailly de París.
Em 2000, lançou seu primeiro e único álbum solo, intitulado Livre, alcançando o número um no ranking de vendas na França, Canadá e Bélgica. Como um membro do Il Divo já vendeu mais de 26 milhões de cópias de discos em todo o mundo. Em paralelo com o grupo, Izambard ainda escreve e compõe músicas para outros artistas pop.
É membro ativo da organização francesa SMTA - Assistência Médica Toit du Monde, e embaixador mundial da fundação de Sanfilippo Crianças.

## Biografia

### Infância
Sébastien Izambard, único filho de Maurice e Marie Izambard, profissão estilista, nascido e criado no décimo sexto arrondissement de Paris ou Passy, França. Sua infância foi difícil, já que seus pais se divorciaram e seu pai o deixou quando ele tinha seis anos, deixando Sébastien crescendo com a ausência paterna. Ele morava em uma pequena sala de 10 m² com sua mãe em cima de um bloco de apartamentos em Paris (propriedade de sua avó Densa). Sébastien disse que esses anos foram muito difíceis. Ele estudou no Lycée Janson de Sailly em Paris, considerada uma das melhores escolas da Europa.
Ao longo dos anos, o seu amor pela música cresceu como ele, aprendeu a tocar violão, piano e cantar, ouvido e através da auto-aprendizagem. O piano é o primeiro instrumento que ele jogou como sua avó Jacqueline, a quem chamou Mimine, tinha um e ele começou a compor canções sobre ele, com apenas cinco anos. O piano tornou-se seu terapeuta, que era a sua maneira de expressão.
Como sua mãe trabalhava, ele se acostumou à solidão e independência. Com 12 anos de cozinhar bolos para ela, como um presente após a sua jornada de trabalho. Confessa que, para ele, foi crescendo mais uma maneira de aprender a sair do problema desde antes de seus pais se separam violência verificados, drogas e abuso. O que causou por Sébastien um impacto psicológico, forjando uma cauteloso, introvertido e propenso a reprimir criança, mas com a ajuda de especialistas para crianças foi capaz de superar. Aos 17 anos, cansado de uma vida de violência e espancamentos fornecidos por sua mãe, foi viver com sua avó e passou muitos anos sem relação com a mãe.

### Casamento e filhos
Sébastien comprometeu-se com a australiana Renee Murphy em 1 de junho de 2007 e se casaram em 17 de agosto de 2008, em um castelo nos arredores de França, ex-assessor Sony BMG Music Entertainment de Renné, o registro de Sebastien, que ele conheceu enquanto estava em turnê na Austrália em 2005, com Il Divo.
Poucos meses antes do casamento, 20 de março de 2008 Sébastien e Renné se tornaram pais de gêmeos, Rose e Luca, nascidos na maternidade on-Royal-des-Champs Porto Paris. Em 20 de maio de 2011, nasceu o terceiro filho do casal, chamado Judas, no hospital de Queen Charlotte, em Londres.
Porém, em 03 de maio de 2019, Sébastien anunciou em seu perfil no Instagram que Renée e ele haviam se separado. Nessa mensagem, ele pediu respeito e privacidade para com toda a família.

## O trabalho de solidariedade
No ano de 2000 Sébastien Izambard participou com outros 100 artistas, sob a direção de Pascal Obispo, da gravação de um videoclipe e álbum para a campanha "Noël Ensemble" em prol da associação " Sidaction - Ensemble contre le SIDA" (http://www.sidaction.org). Sébastien Izambard é também padrinho da organização Assistance Médicale Toit du Monde (https://web.archive.org/web/20071120035135/http://www.amtm.org/en/index.htm). Sébastien Izambard promove algumas iniciativas como leilão de ingressos e objeto pessoal para reverter fundos para a organização.

## Carreira musical

### Solo
Antes de integrar o grupo Il Divo Sébastien Izambard teve carreira solo como cantor popular na França e Canadá, na qual lançou dois singles e um álbum denominado "Libre".
Os dois sigle são: Libre, com as músicas "Libre", "Danse" e "Libre (radio edit)", e J't'en veux com a música "J't'en veux" (radio edit) e J't'en veux.
O álbum é composto pelas seguintes canções:
- 1. Echec à la dame (Letra: Fab Fab e V.Baguian / Música: Sébastien Izambard & Lionel Tridon)
- 2. Libre (Letra: Lionel Florence / Música: Sébastien Izambard)
- 3. Même si vivre (Letra: Lionel Florence / Música: Sébastien Izambard e Lionel Tridon)
- 4. Un coin d'enfance (Letra: Lionel Florence / Música: Sébastien Izambard)
- 5. J't'en veux (Letra: Lionel Florence / Música: Sébastien Izambard)
- 6. Si tu savais (Letra: Lionel Florence / Música: Sébastien Izambard)
- 7. Loin d'hier (Letra: Christophe Bardy / Música: Sébastien Izambard)
- 8. C'est un mystère (Letra: Christophe Bardy / Música: J-P Taïeb)
- 9. Danse (Letra: Christophe Bardy / Música: Sébastien Izambard e Lionel Tridon)
- 10. Dangereuse (Letra: Fab Fab / Música: Sébastien Izambard e L.Tridon)
- 11. Dis-le quand même (Letra: Lionel Florence / Música: Sébastien Izambard)

Nesse álbum Sébastien Izambard apresenta canções com sutis influências de diversos cantores que vão de Souchon à Brel passando ainda por Garbage e Radiohead. Foram sucessos desse álbum: ‘Libre’, ‘Echec à la dame’, ‘Même si vivre’  e ‘Loin d'hier’. Com esse álbum Sébastien Izambard gravou também o videoclipe com a música-título Libre. Também em carreira solo Sébastien Izambard abriu no ano 2000 o show de Johnny Hallyday no Olympia em Paris.
Além das músicas supracitadas, Sébastien Izambard possui outras quatro músicas gravadas não-oficiais:
- Au nom de quel amour
- Lachê toi
- L'ombre d'une femme
- Tant que tu n'es pas la

### Teatro musical
Em 2002 Sébastien Izambard participou, como integrante do grupo teatral La troupe, do espetáculo musical "O Pequeno Príncipe" de Richard Cocciante, baseado na obra "O Pequeno Princípe" de Antoine de Saint-Exupéry. Sébastien Izambard interpretou Le Bunismen ao lado de Jeff Tetedoie (o pequeno pricipe). A partir desse musical foram gravados um álbum duplo e um DVD do musical.

### Il Divo
Sébastien Izambard trabalhava em seu segundo álbum solo com Francis Madjouli e Lionel Florence quando decidiu participar do grupo Il Divo. Sébastien Izambard é o único membro do grupo que não possui formação clássica, tendo sua voz classificada como vox populi, ou voz popular. O grupo idealizado pelo produtor musical  Simon Cowell (Inglaterra, 7 de Outubro de 1959) é composto pelo tenor suíço Urs Bühler (Suíça, 19 de Julho de 1971), o tenor americano David Miller (EUA, 14 de Abril de 1973) e o barítono espanhol Carlos Marin (Alemanha, 13 de outubro de 1968). O grupo já fez três turnês mundiais nos anos de 2006, 2007 e 2009, sendo que neste último ano fizeram sua primeira apresentação no Brasil, em 27 de Outubro de 2009, no Credicard Hall em São Paulo. O grupo já vendeu milhões de discos em todo mundo, atualmente trabalham em seu quinto álbum.

## Galeria de fotos

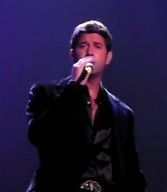
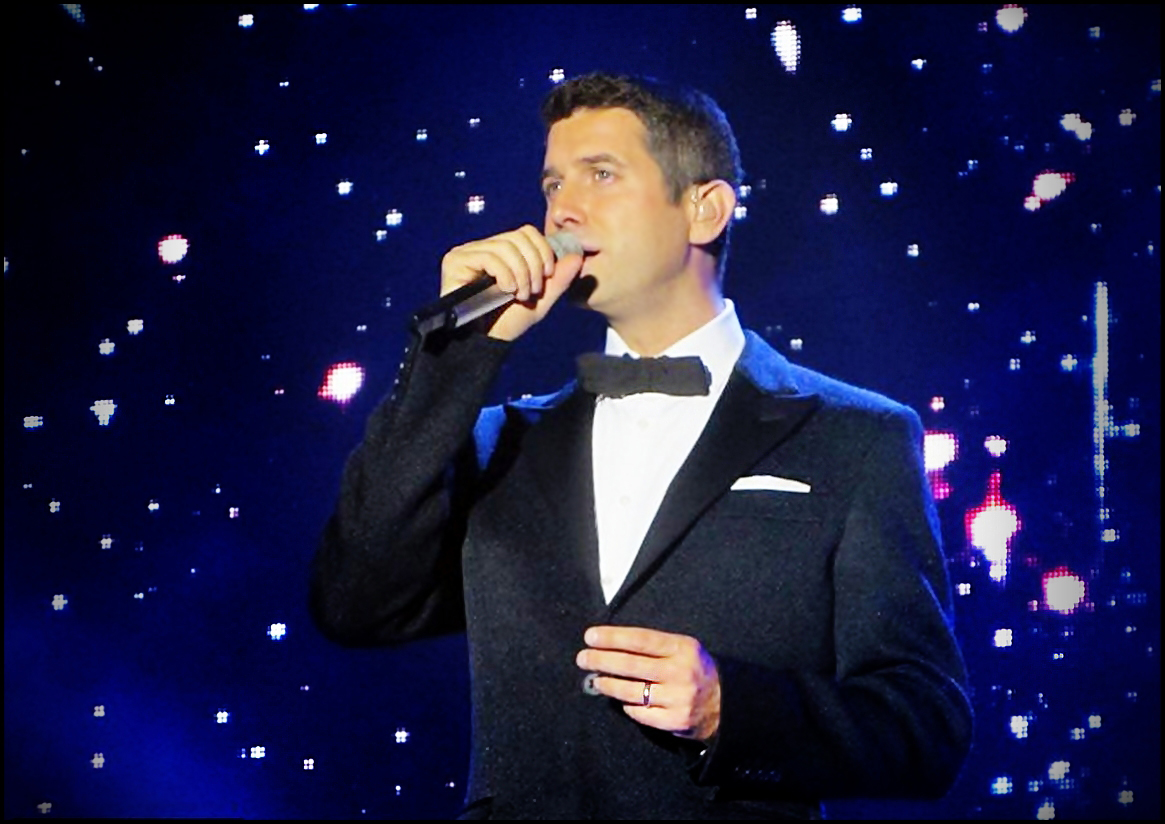
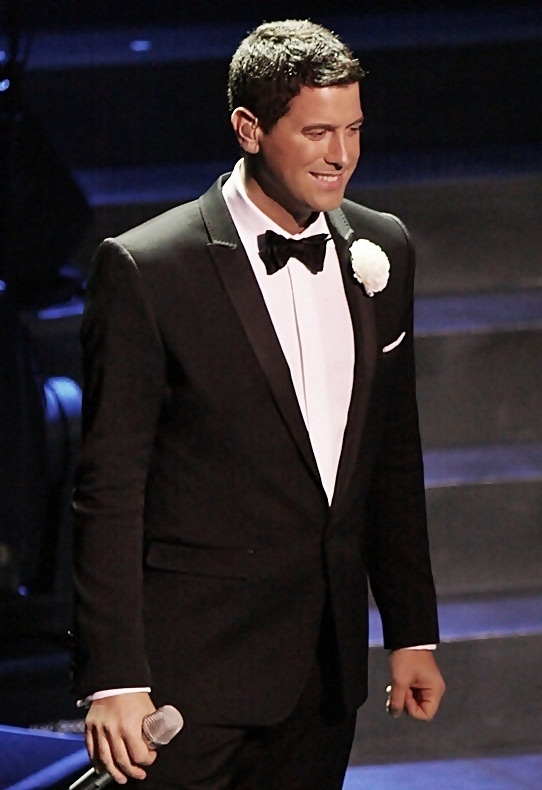
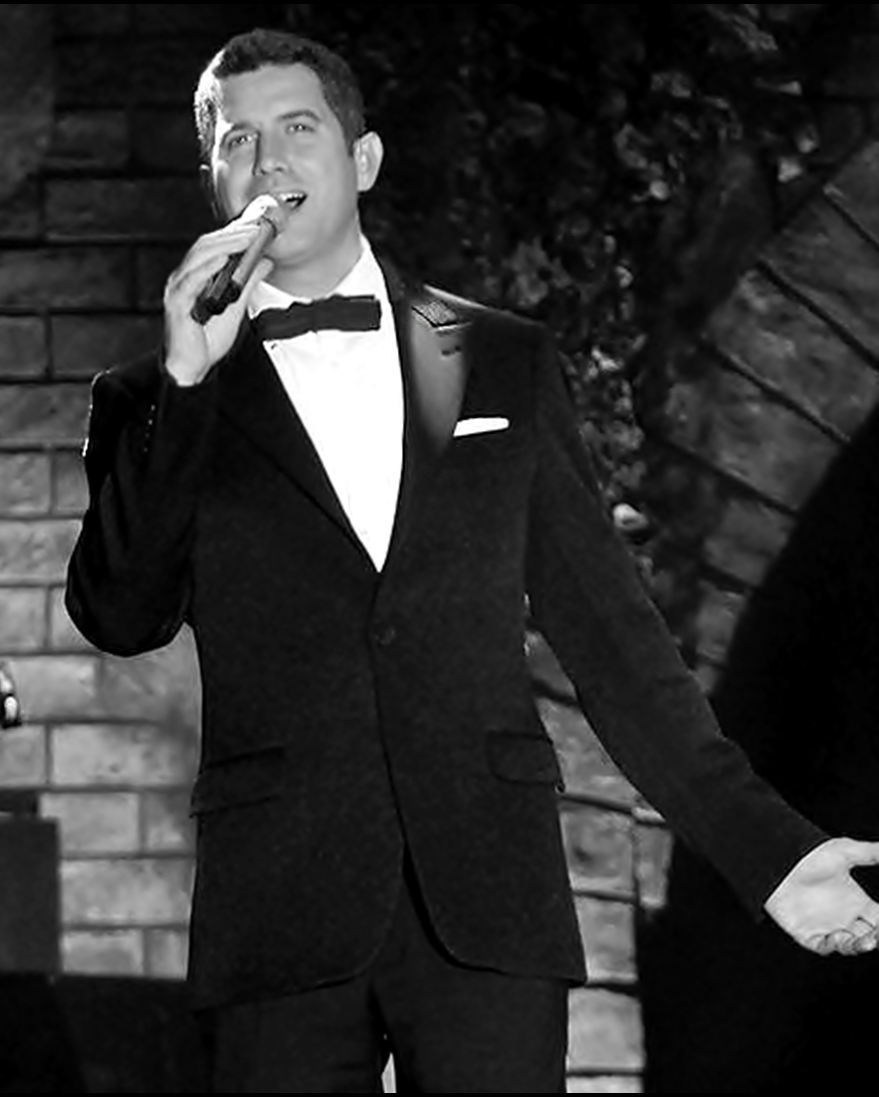
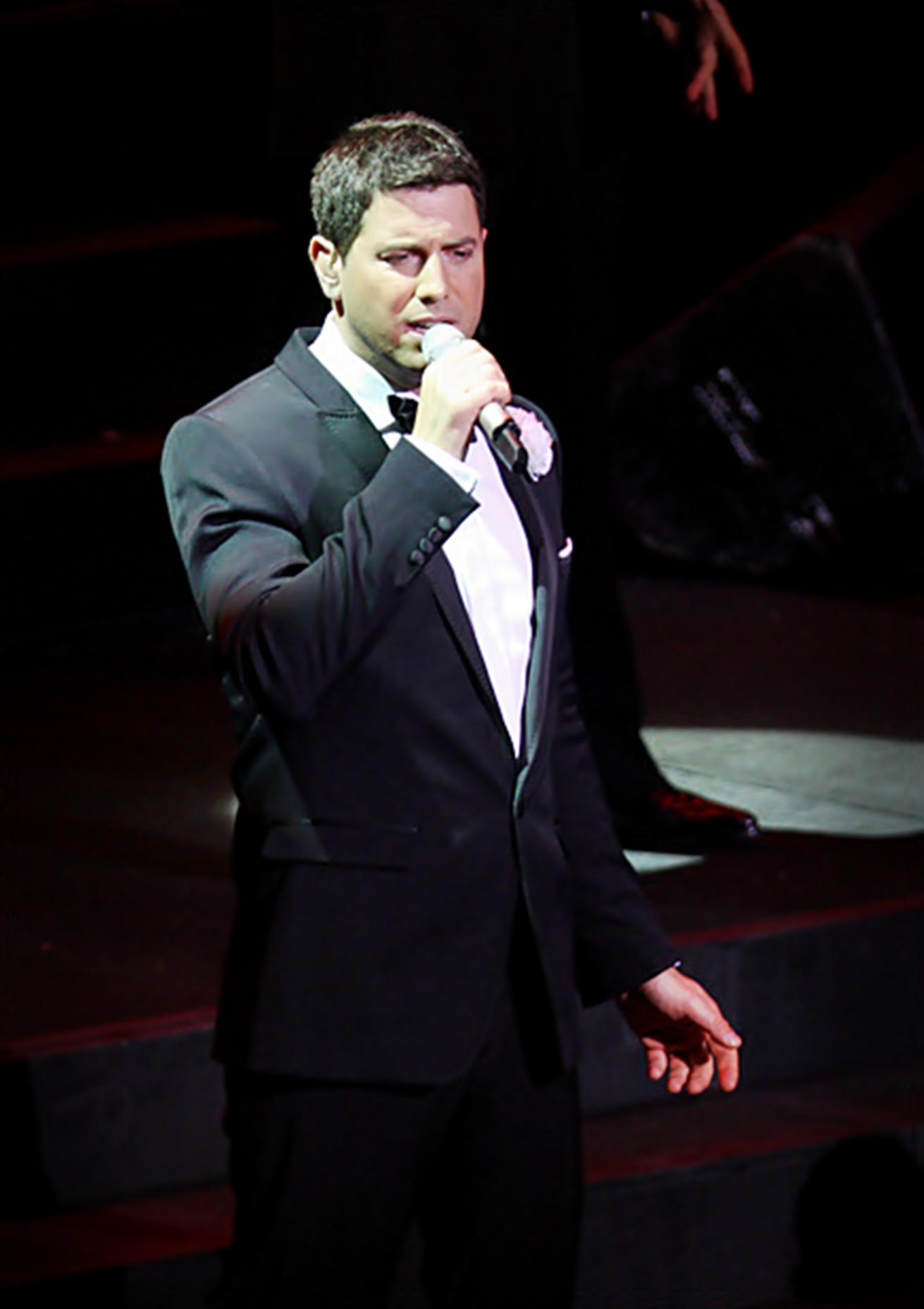
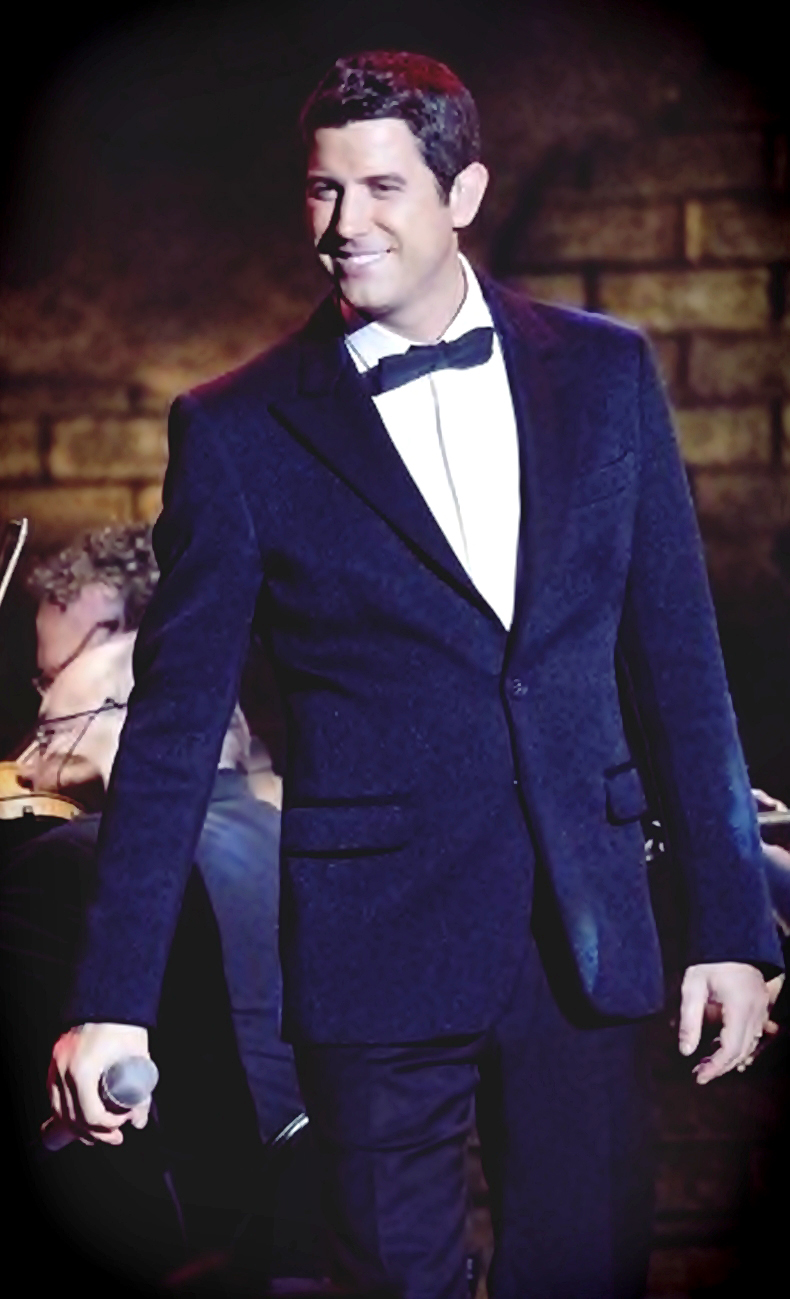

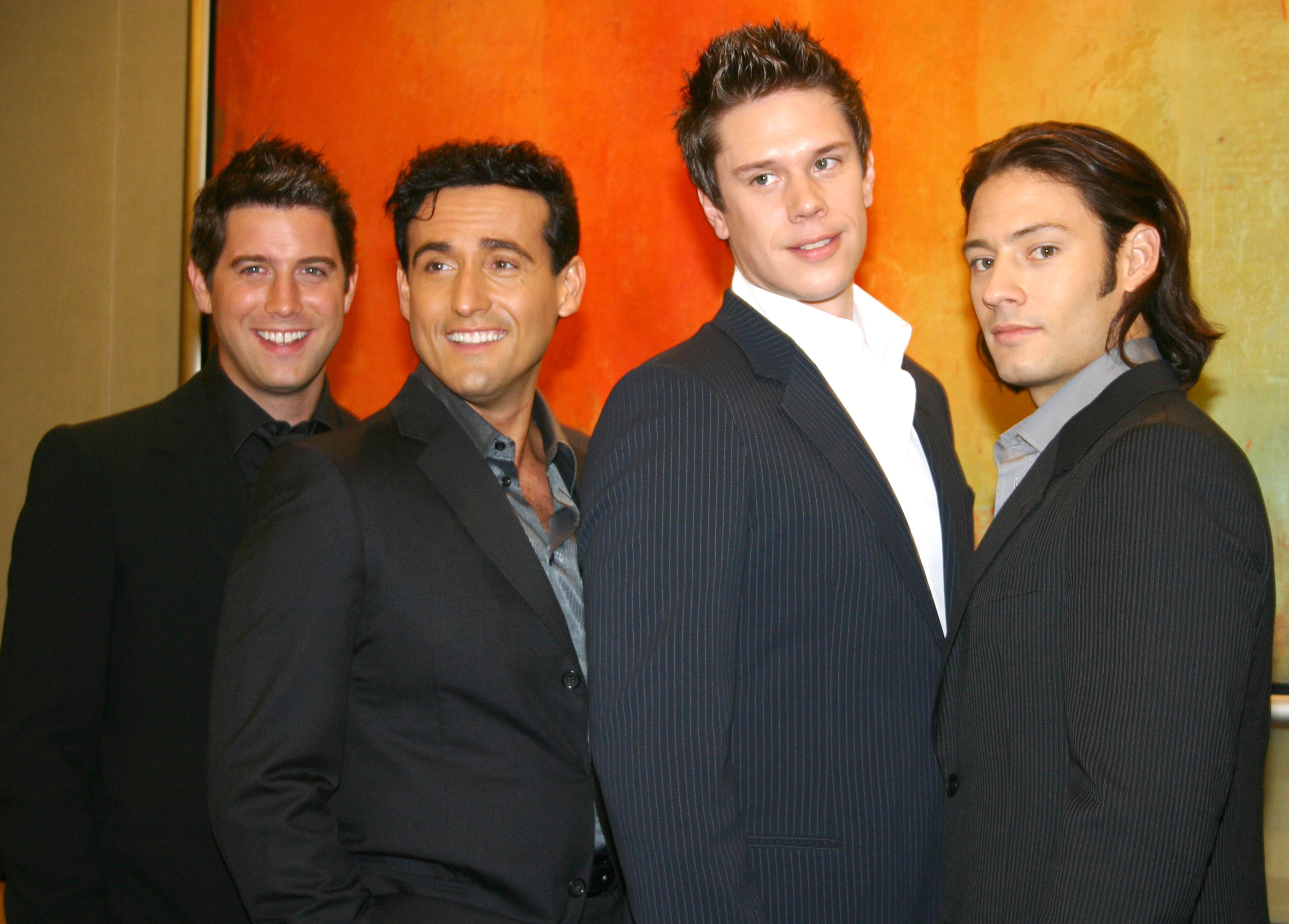
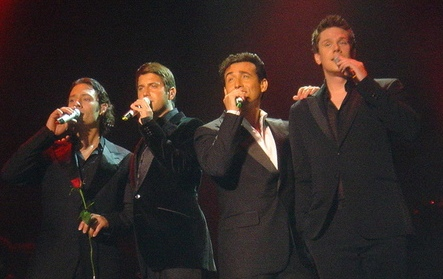
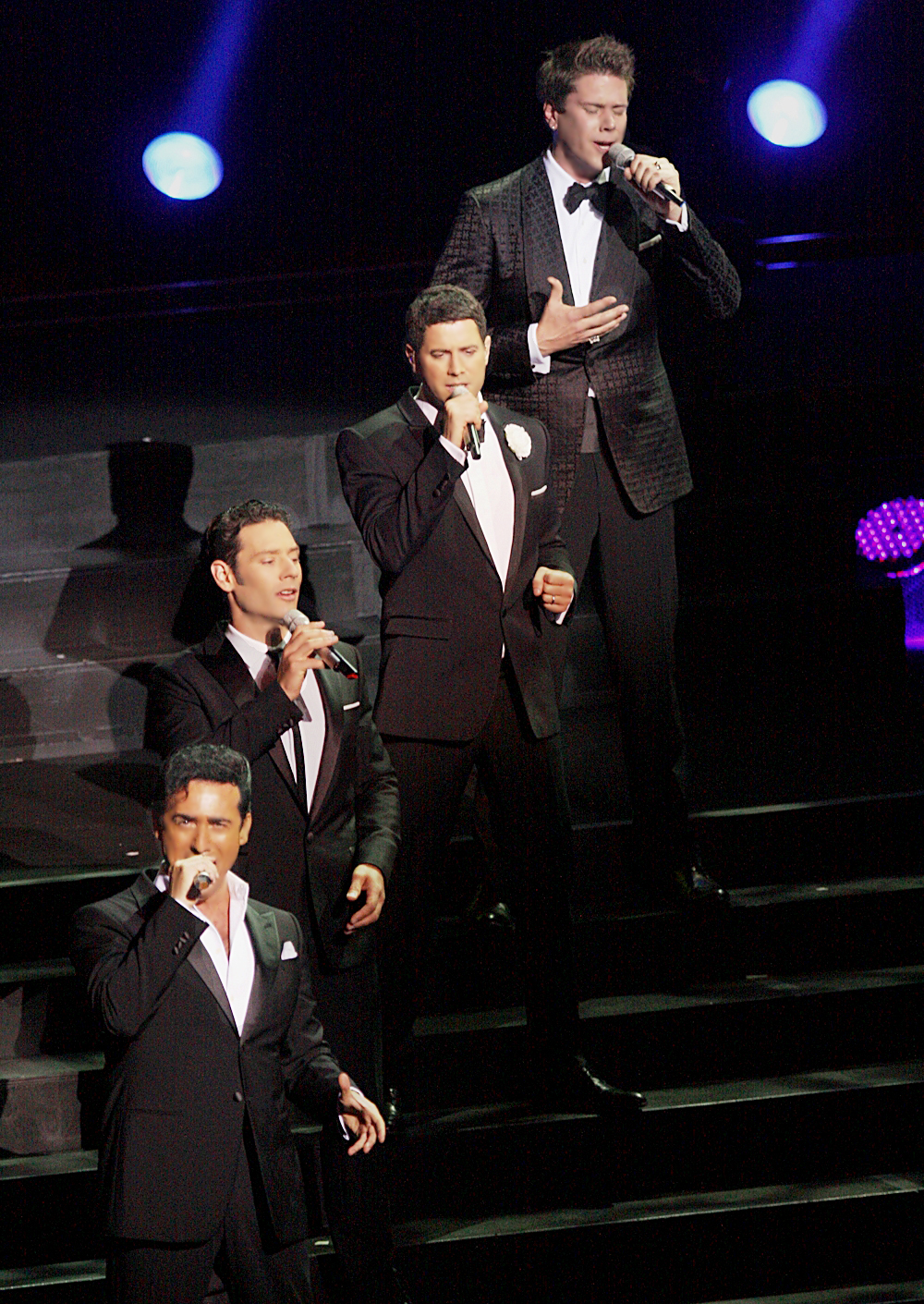
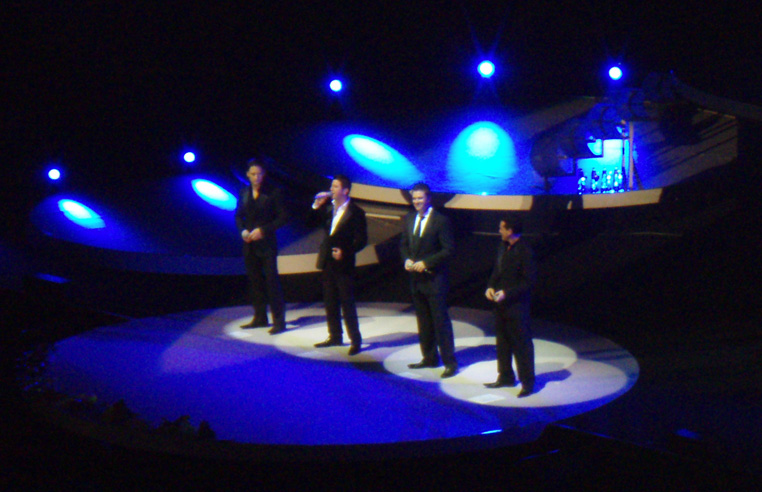
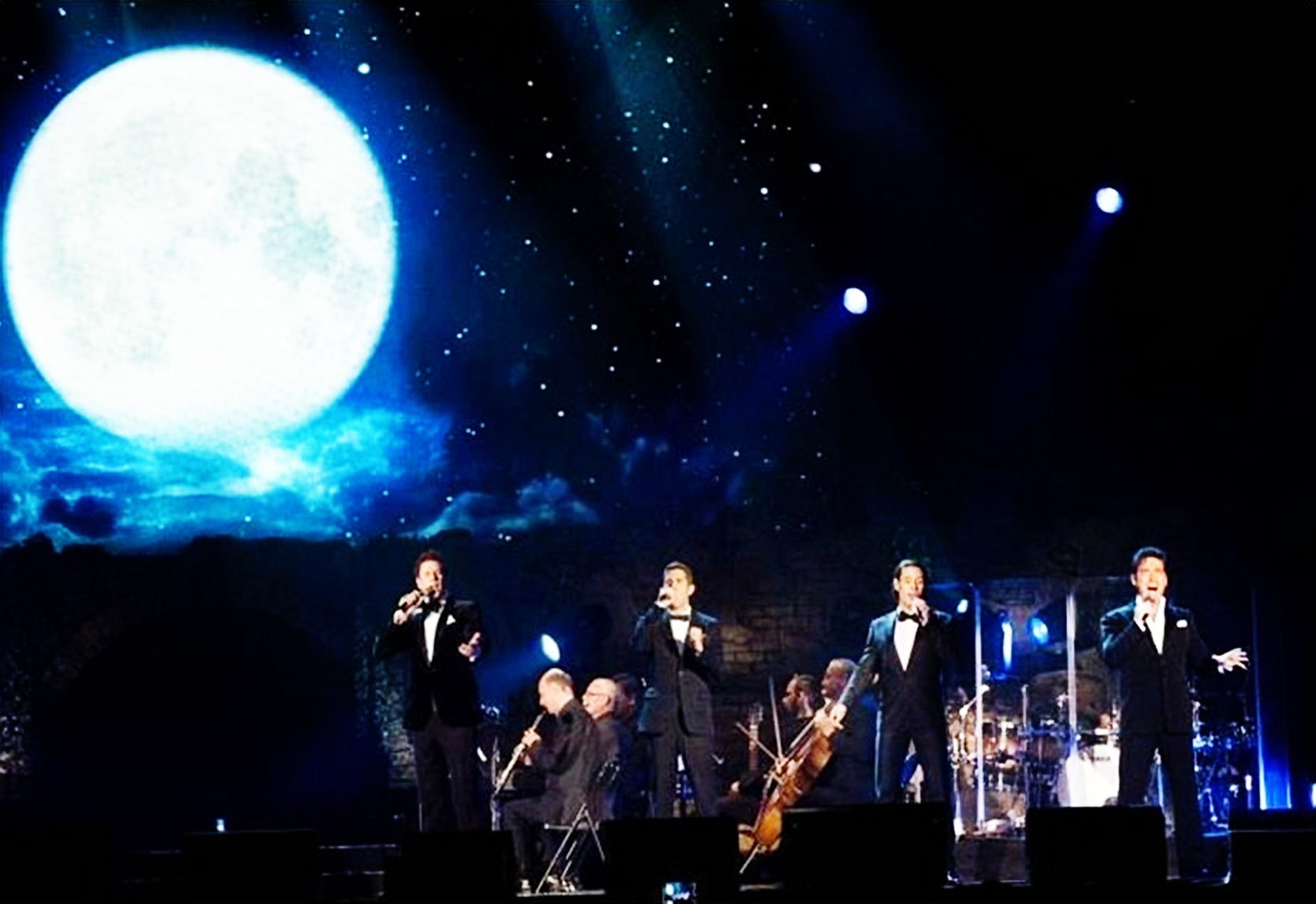

## Discografia

### Solo
Single
- Libre (2000)
- J´t´veux (2000)

CD
- Libre (2000)
- Noël Ensemble (2000)
- Petit Prince (2002)

DVD
- Petit Prince (2002)